# Örarevet
Örarevet är ett naturreservat i Söderåkra socken i Torsås kommun i Kalmar län.
Området är skyddat sedan 1973 och omfattar 165 hektar, varav 122 är vattenområde. Örarevet är en två kilometer lång rullstensås. Till denna hör ett trettiotal låga holmar och skär, uppbyggda av lösa moränavlagringar.
Örarevet ligger på en gammal samfällighet tillhörig Gunnarstorps by. Revet utgörs av en rullstensås som sträcker sig som en lång udde söderut i Kalmarsund. På själva revet finns flera fornlämningar och spår av gammal bebyggelse. Innanför revet ligger en moränskärgård var rika fågelliv och ovanliga vegetation har motiverat bildandet av naturreservatet.
Den sydligaste delen av Örarevet kallas Stuvenäsören, och därutanför ligger Örahuvudet som en separat ö. Miljön här påminner om den på Gotland med vindpinade tallar strandvallar av klappersten. En liten fiskarstuga ligger ute på Stuvenäsrören och en på Örahuvudet. På Stuvenäsrören finns även rester av skansar från 1600-talet.
I norr gränsar området med Värnanäs skärgårds naturreservat i Kalmar kommun.